# شتاینرایش
شتاینرایش (به آلمانی: Steinreich) یک شهر در آلمان است که در دامه-اشپریوالد واقع شده‌است. شتاینرایش ۶۰۲ نفر جمعیت دارد.